# Sminthopsis bindi
Sminthopsis bindi is een roofbuideldier uit het geslacht van de smalvoetbuidelmuizen. De wetenschappelijke naam van de soort werd voor het eerst geldig gepubliceerd door Van Dyck et al. in 1994.

## Kenmerken
De bovenkant van het lichaam is grijsbruin, de onderkant wit. De lange, dunne, spaarzaam behaarde staart is grijsbruin. De voeten zijn zeer smal. De kop-romplengte bedraagt 50 tot 85 mm, de staartlengte 60 tot 105 mm en het gewicht 10 tot 25 g.

## Voorkomen
De soort komt voor in eucalyptusbossen in Top End (Noordelijk Territorium in Australië). Waarschijnlijk paart het dier in de droge tijd en eet het geleedpotigen.
Sminthopsis aitkeni · Sminthopsis archeri · Sminthopsis bindi · Sminthopsis boullangerensis · Sminthopsis butleri · Dikstaartsmalvoetbuidelmuis (Sminthopsis crassicaudata) · Sminthopsis dolichura · Sminthopsis douglasi · Sminthopsis froggatti · Sminthopsis fuliginosus · Sminthopsis gilberti · Sminthopsis granulipes · Sminthopsis griseoventer · Sminthopsis hirtipes · Sminthopsis leucopus · Sminthopsis macroura · Gewone smalvoetbuidelmuis (Sminthopsis murina) · Sminthopsis ooldea · Sminthopsis psammophila · Sminthopsis stalkeri · Sminthopsis virginiae · Sminthopsis youngsoni